# Походенко Віталій Дмитрович
Віталій Дмитрович Походенко (9 січня 1936, місто Комунарськ (тепер Алчевськ — 6 березня 2025) — український хімік, академік та віце-президент НАН України, іноземний член Російської академії наук (8 березня 2022 подав заяву про вихід зі складу іноземних членів РАН), професор, доктор хімічних наук, почесний директор та головний науковий співробітник Інституту фізичної хімії імені Л. В. Писаржевського НАН України.

## Біографія
Закінчив хімічний факультет Київського державного університету ім. Т. Г. Шевченка (1958). Після закінчення аспірантури Інституту фізичної хімії імені Л. В. Писаржевського АН УРСР (1962) працює в цьому інституті спочатку молодшим науковим співробітником (1962—1966 рр..), з 1966 по 1970 рр. — старший науковий співробітник. З 1970 по 2008 — завідувач відділу вільних радикалів. 1971—1978 — заступник директора Інституту фізичної хімії ім. Л. В. Писаржевського з наукової роботи. У 1982—2008 рр.. директор цього інституту та завідувач відділу вільних радикалів. З 2008 — почесний директор головний науковий співробітник Інституту фізичної хімії ім. Л. В. Писаржевського НАН України. 1988—1998 рр. — академік-секретар Відділення хімії та хімічної технології АН УРСР (Відділення хімії НАН України). З 1998 — віце-президент НАН України.

## Область наукових інтересів
- фізична хімія,
- фізико-органічна хімія вільних радикалів,
- хімічна будова і реакційна здатність органічних сполук,
- органічні електропровідні полімери,
- нанокомпозиційні матеріали,
- молекулярна спектроскопія.

## Наукова діяльність
Автор понад 550 наукових праць, в тому числі 6 монографій, 78 авторських свідоцтв і патентів на винаходи різних країн. 
Головний редактор журналу «Теоретическая и экспериментальная химия» (з 1988 р.), член редколегії журналів «Вісник Національної Академії наук України», «Известия Академии наук. Серия химическая» (Російська Академія наук), «Chemical Physics Report», «Journal Chemical and Biochemical Kinetics») та інших.

## Нагороди
- Орден князя Ярослава Мудрого III ст (23 серпня 2021) — за значний особистий внесок у державне будівництво, зміцнення обороноздатності, соціально-економічний, науково-технічний, культурно-освітній розвиток Української держави, вагомі трудові досягнення, багаторічну сумлінну працю та з нагоди 30-ї річниці незалежності України[2]
- Орден князя Ярослава Мудрого IV ст (27 листопада 2008) — за визначні особисті заслуги у розвитку вітчизняної науки, зміцнення науково-технічного потенціалу Української держави та з нагоди 90-річчя Національної академії наук України[3]
- Орден князя Ярослава Мудрого V ст (26 листопада 2003) — за визначні особисті заслуги у розвитку вітчизняної науки, зміцнення науково-технічного потенціалу та з нагоди 85-річчя Національної академії наук України[4]
- премія Ленінського комсомолу в галузі науки і техніки (1970),
- премія імені Л. В. Писаржевського АН УРСР (1979),
- премія Ради Міністрів СРСР в галузі науки і техніки (1988),
- Державна премія України в галузі науки і техніки (1993),
- премія НАН України імені О. І. Бродського (1999),
- Заслужений діяч науки і техніки України (1995),
- Орден Трудового Червоного Прапора (1986),
- орден «Знак Пошани» (1981),
- ювілейна медаль «В ознаменування 100-річчя з дня народження Володимира Ілліча Леніна» (1970),
- медаль «В пам'ять 1500-річчя Києва» (1982),
- медаль «Ветеран праці» (1984).

## Вибрані публікації
- В. Д. Походенко. Феноксильные радикалы. — Киев: Наук. думка, 1969. — 194 с.
- В. Д. Походенко, А. А. Белодед, В. Г. Кошечко. Окислительно-восстановительные реакции свободных радикалов. — Киев: Наук. думка, 1977. — 276 с.
- В. Д. Походенко, Л. С. Дегтярев, В. Г. Кошечко, В. С. Куц. Проблемы химии свободных радикалов. — Киев: Наук. думка, 1984. — 264 с.
- V. D. Pokhodenko, V. A. Krylov, Ya. I. Kurys, O. Yu. Posudievsky. Nanosized effects in composites based on polyaniline and vanadium or iron oxides // Phys. Chem. Chem. Phys.- 1999.- Vol 1, N 5.- P. 905—908.
- V. D. Pokhodenko, V. A. Krylov, N. V. Konoshchuk. Effect of the electrolyte nature on the electrochemical doping of poly-3-phenylthiophene // Synth. Met.- 1999.- Vol. 99, N1.- P. 91-95.
- V. D. Pokhodenko, Ya. I. Kurys, O. Yu. Posudievsky. Hetropolyacid/m-cresol system as a primary/secondary dopant combination for polyaniline // Synth. Met.- 2000.- Vol. 113, N1-2.- P. 199—201.
- В. Д. Походенко, В. В. Павлищук. "Зеленая"химия и современные технологии // Теорет. и эксперим. химия.- 2002.- Т. 38, № 2.- С. 67-83.
- O. Yu. Posudievsky, S. A. Biskulova, V. D. Pokhodenko. New hybrid guest-host nanocomposites based on polyaniline, poly(ethylene oxide) and V2O5 // J. Mater. Chem.- 2004.- Vol. 14, N 9.- P.1419-1423.
- O. Yu. Posudievsky, Ya. I. Kurys, V. D. Pokhodenko. 12-Phosphormolibdic acid doped polyaniline-V2O5 composite // Synth. Met.- 2004.- Vol. 144, N 2.- P. 107—111.
- O. Yu. Posudievsky, S. A. Biskulova, V. D. Pokhodenko. Cathode performance of new hybrid guest-host nanocomposites based on poly(2,5-dimercaptothiophene) // Electrochem. Commun.- 2005.- Vol. 7, N 5.- P. 477—482.
- О. Ю. Посудиевский, В. Д. Походенко. Физико-химические свойства гибридных нанокомпозитов типа гость-хозяин на основе полианилина // Известия Академии наук. Сер. Химическая.- 2005.- № 3.- С. 643—649.
- А. Л. Строюк, А. И. Крюков, С. Я. Кучмий, В. Д. Походенко. Квантовые размерные эффекты в полупроводниковом фотокатализе // Теорет. и эксперим. химия.- 2005.- Т. 41, № 4, С. 199—218.
- Я. И. Курысь, Н. С. Нетяга, В. Г. Кошечко, В. Д. Походенко. Нанокомпозит полианилин/12-фосфорвольфрамовая кислота/V2O5 и его платиносодержащий аналог — электрокатализаторы восстановления кислорода // Теорет. и эксперим. химия.- 2007.- Т. 43, № 5.- С. 307—314.